# Mykola Avilov
Nikolai Avilov (nome ucraniano:Mykola; Odessa, 6 de agosto de 1948) é um ex-decatleta e campeão olímpico soviético.
Nascido na então república soviética da Ucrânia, foi campeão olímpico do decatlo em Munique 1972, com um recorde mundial de 8454 pontos. Nos Jogos seguintes, Montreal 1976, ficou com a medalha de bronze com 8369 pontos.
Foi condecorado pelo governo soviético com a Ordem da Bandeira Vermelha do Trabalho.